# Bograd
Bograd (russisch Богра́д) ist ein Dorf (selo) in der Republik Chakassien (Russland) mit 4670 Einwohnern (Stand 14. Oktober 2010).

## Geographie
Der Ort liegt etwa 70 km Luftlinie nordwestlich der Republikhauptstadt Abakan am nördlichen Fuß des gut 1000 m hohen Kossinski-Kammes (Kossinski chrebet), eines östlichen Ausläufers des Kusnezker Alatau. Er befindet sich am Oberlauf der Tes, eines linken Nebenflusses des Jenissei.
Bograd ist Verwaltungssitz des Rajons Bogradski und Sitz der Landgemeinde Bogradskoje selskoje posselenije, zu der neben Bograd noch die Dörfer Belelik und Dawydkowo gehören. Der Ort ist mit einem relativ hohen Bevölkerungsanteil von über 4 % eines der russlanddeutschen Siedlungszentren in Chakassien.

## Geschichte
Das Dorf wurde 1763 gegründet und zunächst Tatarskaja Tes („Tatarische Tes“) genannt, nach dem Fluss und dort lebenden Chakassen, die zu der Zeit wie viele andere Turkvölker als Tataren bezeichnet wurden. Später bürgerte sich der Name Suchaja Tes („Trockene Tes“) ein.
Am 22. Oktober 1925 wurde der Ort Zentrum eines Rajons. Etwa zeitgleich erhielt er seinen heutigen Namen nach dem Revolutionär Jakow Bograd (1875–1919), der ab 1913 in die Region verbannt sowie auch nach der Oktoberrevolution in Krasnojarsk tätig war und dort im Russischen Bürgerkrieg von Weißen erschossen wurde.

### Bevölkerungsentwicklung
| Jahr | Einwohner |
| ---- | --------- |
| 1939 | 2274      |
| 1959 | 3082      |
| 1970 | 4381      |
| 1979 | 5078      |
| 1989 | 5262      |
| 2002 | 4691      |
| 2010 | 4670      |

Anmerkung: Volkszählungsdaten

## Verkehr
Straßenverbindung versteht von Bograd zur 17 km östlich vorbeiführenden Fernstraße M54 Krasnojarsk – Abakan – Kysyl – mongolische Grenze. Nach Westen führt die Straße weiter über das Dorf Bolschaja Jerba nach Sonskoje, wo sich gut 40 km entfernt an der Strecke Atschinsk – Abakan  die nächstgelegene Bahnstation Son befindet.

## Söhne und Töchter des Ortes
- Tatjana Sacharenkowa (* 1958), Politikerin